# Argentinosaurus
Argentinosaurus a fost un dinozaur care a trăit în America de Sud în perioada cretacică, descoperit pentru prima dată de Guillermo Heredia în Argentina. Numele generic se referă la țara în care a fost descoperit - Argentina. Dinozaurul a trăit pe continentul (atunci insula) America de Sud cândva între 97 și 94 de milioane de ani în urmă, pe la mijlocul perioadei Cretacicului.

## Mărime (și greutate)
Argentinosaurus este estimat la o lungime între 30-35 de metri (98 - 115 ft) și o greutate de până la 80-110 de tone.

## Rude
Rudele sale au fost Saltasaurus, Opisthocoelicaudia și Rapetosaurus.

## Dispariție
A dispărut aproximativ acum 95 milioane de ani în urmă.